# Egas Cueman

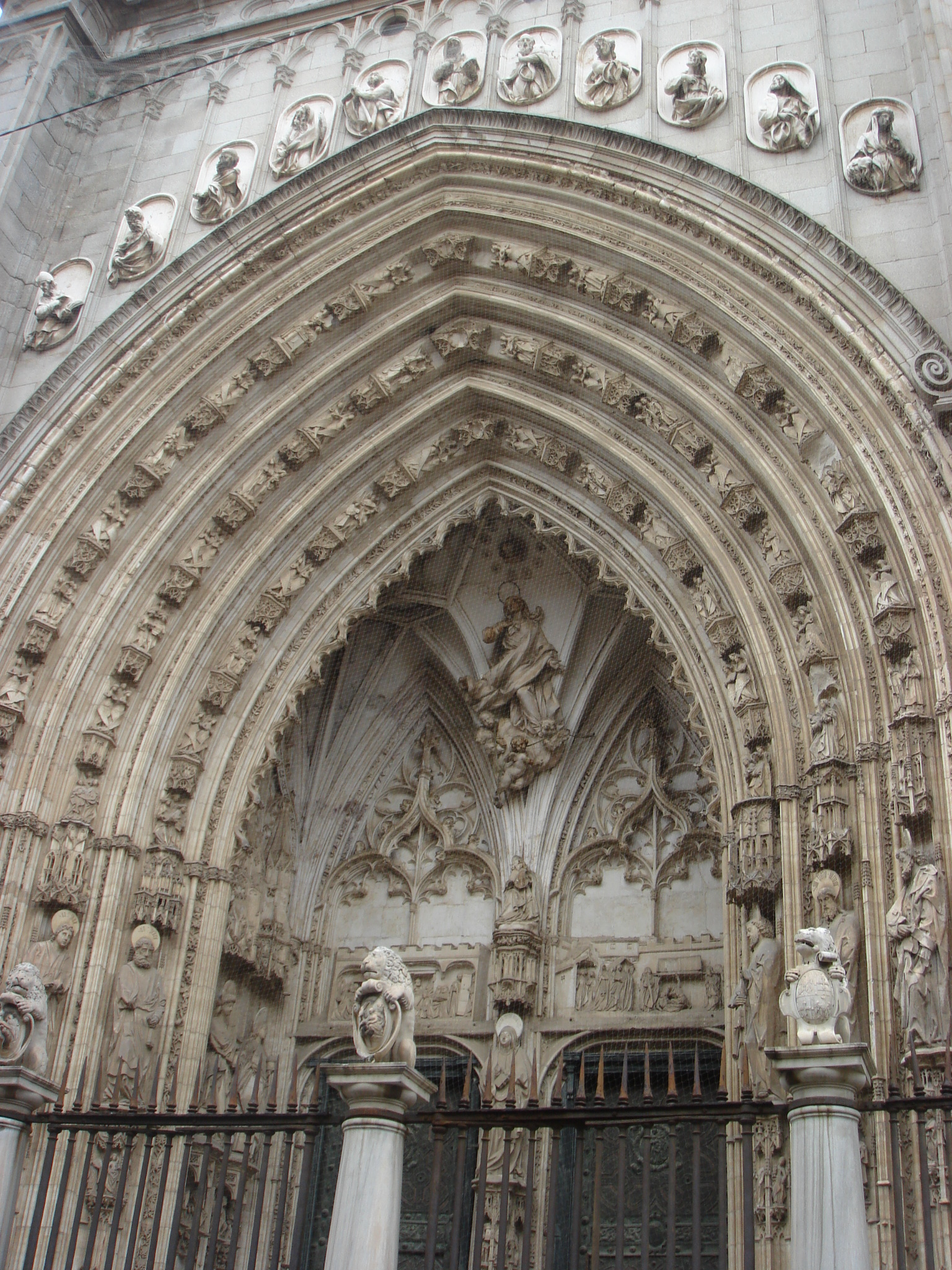
Porta dels Lleons de la Catedral de Toledo.

Egas Cueman   (Brussel·les, segle XV - Castella, 18 de setembre de 1495 (Gregorià)) va ser un escultor i arquitecte flamenc del segle XV que va arribar a la península Ibèrica junt amb el seu germà Hannequin de Brussel·les cap a 1440. Va col·laborar amb els Reis Catòlics durant els segles XV i XVI. Va desenvolupar l'estil isabelí, estant una de les seves obres més importants el sepulcre dels comtes Velasco a Guadalupe (Càceres). Potser a ell es deguin també els timpans i la Verge del mainell de la Porta «de los Leones» de la Catedral de Toledo.